# Anna Kotočová
Anna Janoštinová, coniugata Kotočová (Trstená, 6 aprile 1968), è un'ex cestista cecoslovacca, dal 1993 slovacca.

## Carriera
Con la Cecoslovacchia ha disputato due edizioni dei Giochi olimpici (Seul 1988, Barcellona 1992), due dei Campionati mondiali (1986, 1990) e tre dei Campionati europei (1985, 1987, 1989).
Con la Slovacchia ha disputato i Giochi olimpici di Sydney 2000, due edizioni dei Campionati mondiali (1994, 1998) e quattro dei Campionati europei (1993, 1995, 1997, 1999).